# Lac Sev
Le lac Sev (en arménien Սև լիճ, « lac noir ») est un lac situé dans le marz de Syunik en Arménie. Il est intégré dans une réserve naturelle de 240 ha créée le 17 octobre 1987. Il s'est formé dans le cratère d'un volcan éteint (Mets Ishkhanasar). Sa surface est gelée d'octobre au début de l'été.